# Nemotelus tschorsnigi
Nemotelus tschorsnigi är en tvåvingeart som först beskrevs av Mason 1997.  Nemotelus tschorsnigi ingår i släktet Nemotelus och familjen vapenflugor. Inga underarter finns listade i Catalogue of Life.